# Mineralfarbe
Mineralfarben sind Anstrichmittel mit mineralischem Bindemitteln, in erster Linie also Kalk, Zement und Wasserglas (Kaliumsilikat). Traditionell wurden hauptsächlich Kalkfarben eingesetzt, im 20. Jahrhundert vermehrt auch Silikatfarben mit Wasserglas als Bindemittel. Zement eignet sich nur in Sonderfällen als Bindemittel für Anstriche.
Ob die farbgebende Substanz ein mineralisches Pigment oder ein anderes Farbmittel ist, spielt für die Einordnung als Mineralfarbe keine Rolle.
Häufig wird Begriff Mineralfarbe auch synonym mit Silikatfarbe verwendet (d. h. Kalkfarben sind nicht inbegriffen).
Die DIN 18363 beschränkt den Zusatz von organischen Bindemitteln in Mineralfarben auf 5 Masse-Prozent.
Im Handel werden jedoch teilweise auch Farben mit höheren Anteilen von Kunstharzen und Dispersionsfarben mit mineralischen Füllstoffen als Mineralfarbe angeboten.

## Kalk und Silikat
Als Bindemittel für mineralische Anstriche im Baubereich wurde traditionell Kalk verwendet. Im späten 19. Jahrhundert wurden als Alternative für besonders witterungsbeständige Anstriche auf mineralischen Untergründen Farben mit silikathaltigem Bindemittel entwickelt.
Kalkbindemittel carbonatisieren unter Einwirkung von Kohlendioxid und Wasser zu Calciumcarbonat. Silikatische Bindemittel (in der Regel Kaliumsilikat bzw. Kaliwasserglas) bilden unter Einwirkung von CO2 zusammen mit mineralischen Reaktionspartnern Calciumsilikathydrate.
In Fresko-Technik aufgetragene Kalkanstriche härten mit einem zuvor applizierten Kalkmörtel zu einer Art Kalkstein aus. Auf bereits abgebundenen Oberflächen muss eine Kalkfarbe jedoch zum Abbinden lange feucht gehalten werden und wird zudem bei häufiger Beanspruchung durch Schlagregen im Laufe der Jahre ausgewaschen. Die Bindekraft von Kalk nimmt mit zunehmendem Pigmentanteil ab, der deswegen meist auf 10 % begrenzt wird.
Reine Kalkfarben werden vorwiegend an geschützten Fassadenbereichen, in Innenräumen sowie im Bereich der Denkmalpflege und im Lehmbau verwendet.
Wenn heute von Mineralfarben gesprochen wird, sind in der Regel die Silikatfarben gemeint. Es handelt sich hier um Anstrichmittel, die als Bindemittel Kaliwasserglas verwenden. Sie werden auch Wasserglasfarben oder Keimfarben (nach dem Erfinder Adolf Wilhelm Keim) genannt.
Silikatanstriche sind sehr langlebig und witterungsbeständig. Reine Silikatanstriche können eine Lebensdauer von weit über hundert Jahren erreichen.

## Silikatfarbe

### Geschichte
Alchimisten auf der Suche nach dem „Stein der Weisen“ (Goldherstellung) entdeckten in Feuerstätten glasig schimmernde Perlen. Sand gemischt mit Pottasche aus dem verbrannten Holz verschmolz in der Hitze zu Wasserglasperlen. Kleine, runde Wasserglasscheiben wurden hergestellt und als Fenster verwendet. Die erste industrielle Produktion von Wasserglas erfolgte im 19. Jahrhundert durch Van Baerle in Gernsheim und Johann Gottfried Dingler in Augsburg.
Bereits 1768 machte Johann Wolfgang von Goethe erste Versuche mit dem Liquor Silicium. Auch Johann Nepomuk von Fuchs versuchte, mit Wasserglas Farben herzustellen.
Um 1850 ist eine Fassadenbemalung der Münchner Pinakothek durch die Maler Kaulbach und Schlotthauer mit solchen Farben belegt. Die eingesetzten nicht verkieselungsfähigen Erdpigmente wurden jedoch wieder aus dem Anstrich ausgewaschen.
Mineralfarben wurden 1878 vom Handwerker und Forscher Adolf Wilhelm Keim patentiert und werden bis heute vom Unternehmen Keimfarben als Nachfolgeunternehmen der Industriewerke Lohmann AG in Diedorf bei Augsburg hergestellt.
Auch Vincenz van Baerle, von dem Keim sein Wasserglas bezog, versuchte Silikatfarben herzustellen. Seine Experimente führten schließlich zur Gründung des Silinwerks der Chemischen Fabrik van Baerle in Gernsheim am Rhein als weiterem bekannten Hersteller. Im Jahr 2014 stellte es den Betrieb ein. In der Schweiz werden Silikate zur Herstellung von Silikatarben nach wie vor durch die im schweizerischen Münchenstein ansässige van Baerle Gruppe produziert, die sich aus der ehemaligen Basler Filiale der deutschen Firma van Baerle & Wöllner als eigenständiges Unternehmen entwickelt hat.
Auslöser für die intensive Forschungsarbeit Adolf Wilhelm Keims war König Ludwig I. von Bayern. Der kunstsinnige Monarch wollte Malereien in der Art der farbenfrohen Kalkfresken Norditaliens auch im Königreich Bayern in Auftrag geben. Das rauere Wetter nördlich der Alpen begrenzte jedoch die Lebensdauer von Wandmalereien aus Kalkfarben, die ungeschützt der Witterung ausgesetzt waren. Der König förderte die Entwicklung einer Farbe, die sich wie Kalk anwenden ließ, aber eine größere Beständigkeit gegenüber Schlagregen und Durchfeuchtung auch bei häufigem Frost aufwies.
Heute noch existieren Originalanstriche aus dem 19. Jahrhundert wie etwa an den Fassaden des Gasthauses „Weißer Adler“ in Stein am Rhein, der inzwischen sanierten Villa Patumbah oder der Rathäuser in Schwyz (1891), in Oslo (1895) und in Traunstein (1891).

### Eigenschaften
Mineralfarben enthalten neben anorganischen Farbmitteln als Hauptbestandteil ein kaliumhaltiges Alkalisilikat (Wasserglas), das Kaliwasserglas, auch flüssiges Kaliumsilikat oder LIQVOR SILICIVM genannt.
Ein Anstrich mit Mineralfarben kann sich mit geeigneten Untergründen durch Verkieselung unlösbar verbinden. Dies ist insbesondere auf Mörtel, Kunst- und Naturstein der Fall, die silikathaltige Sande oder Gesteinsmehle enthalten.
Während organische Bindemittel wie Acrylat- oder Siliconharzdispersionen unter UV-Einfluss im Laufe der Jahre verspröden und Kreidungserscheinungen oder Risse entwickeln, sind anorganische Bindemittel wie Wasserglas und Kalk höchst beständig.
Reine Silikatfarben erfordern zum Abbinden einen siliziumhaltigen Untergrund wie mineralische Putze und Beton. Die Wasserdampfdurchlässigkeit (Diffusionsoffenheit) von reinen Silikatfarben entspricht derjenigen des Malgrundes, sie behindern die Diffusion der im Baukörper bzw. im Putz enthaltenen Feuchtigkeit nach außen kaum. Das hält die Wände trocken und vermeidet Bauschäden. Zudem kann Kondensatfeuchte (Tauwasser) vom Baustoff absorbiert und später wieder abgegeben werden. Dies reduziert das Risiko von Algen- und Pilzbefall. Die hohe Alkalität des Bindemittels Wasserglas schafft zusätzliche Sicherheit vor dem Befall mit Mikroorganismen und ermöglicht den vollständigen Verzicht auf Topf-Konservierungsmittel.
Auf rein organischen Putzen, zu denen manche der heutigen Edelputze gehören, sowie auf Holz und Metall sind Mineralfarben nur verwendbar, wenn zusätzliche organische Bindemittel beigefügt werden, wie es in Dispersionsfarben der Fall ist.
Im Gegensatz zu Dispersions- oder siliconharzgebundenen Anstrichflächen laden sich Mineralfarben nicht statisch auf und erweichen nicht bei Hitzeeinwirkung (keine Thermoplastizität). Es haften weniger Schmutzpartikel an und diese werden zudem leichter abgewaschen. Reine Silikatfarben sind nicht brennbar und enthalten nach DIN 18363 Maler- und Lackierarbeiten – Beschichtungen, Abschnitt 2.4.1, weder organische Bestandteile noch organische Lösungsmittel.
Silikatfarben, die ausschließlich mit mineralischen Pigmenten getönt werden, bleiben in der Regel über Jahrzehnte im Farbton konstant.
Reine Silikatfarben sind in Herstellung und Wirkung sehr umweltfreundlich und ihre lange Lebensdauer spart Ressourcen.

### Typen
Grundsätzlich werden heute drei Typen von Silikatfarben unterschieden:
Die ersten Silikatfarben wurden in zwei Komponenten angeliefert, einem trockenen oder in Wasser angeteigten Farbpulver sowie dem flüssigen Bindemittel Wasserglas. Die Verarbeitung erfordert Erfahrung und Know-how. Sie wurden besonders im Bereich von Altbausanierung und Denkmalpflege eingesetzt.
Mitte des 20. Jahrhunderts wurden die ersten verarbeitungsfertig angemischten Silikatfarben angeboten. Durch Zugabe von bis zu 5 Masse-Prozent organischen Additiven (z. B. Acrylatdispersion, Hydrophobierungsmittel, Verdicker o. ä.) konnte die Farbe anwendungsfertig im Eimer angeboten werden. Man spricht hier von „Dispersions-Silikatfarben“. Die Anwendungsbreite ist gegenüber den reinen Silikatfarben deutlich größer, weil auch Untergründe mit geringeren Festigkeiten sowie mit organischen Anteilen beschichtbar sind. Zudem ist die Verarbeitung einfacher als bei der reinen Silikatfarbe.
Seit 2002 existiert eine dritte Kategorie von Silikatfarbe, die sogenannte Sol-Silikatfarbe. Sie enthält als Bindemittel eine Kombination aus Kieselsol und Wasserglas. Der organische Anteil ist wie bei der Dispersions-Silikatfarbe auf 5 Masse-Prozent beschränkt. Die Sol-Silikatfarbe ermöglicht auch eine Verwendung auf nichtmineralischen Putzen. Hier erfolgt die Bindung chemisch und physikalisch. Diese Farben sind einfach und sicher auf nahezu allen üblichen Untergründen zu verarbeiten.

### Verarbeitung
- Mit Bürste bzw. Quast verarbeiten oder mit einem Spritzgerät applizieren und mit der Bürste verschlichten.
- Nass in Nass arbeiten, da sonst ein wolkiges oder ungleichmäßiges Bild mit sichtbaren Ansätzen entsteht.
- Immer auf der Schattenseite applizieren und nie bei zu hohen Temperaturen oder direkter Sonneneinstrahlung.
- Die Temperatur von Untergrund und Luft sollten mindestens 8° Celsius betragen.
- Zweikomponenten-Systeme sollen am Vortag angerührt und eingesumpft werden.
- Alkalienempfindliche Materialien wie Glas oder Aluminium schützen, da diese von Silikatfarben angegriffen werden.

### Richtlinien
- DIN 18363, Maler- und Lackierarbeiten – Beschichtungen 2.4.1